# Suicide de Pierre Bérégovoy
Le suicide de Pierre Bérégovoy, le 1er mai 1993 à Nevers (Nièvre), est un événement politique majeur du second septennat de François Mitterrand. Il survient un mois après qu'il a quitté son poste de Premier ministre à la suite de la défaite de la gauche lors des élections législatives.

## Contexte
Pour un article plus général, voir Pierre Bérégovoy.

### Déroute du Parti socialiste
Après une chute de la popularité des socialistes durant les gouvernements de Michel Rocard et d'Édith Cresson, le président Mitterrand nomme un militant socialiste de longue date et ancien ministre des Finances, Pierre Bérégovoy, Premier ministre. Son objectif est de remonter la barre et inverser la tendance baissière avant les élections législatives françaises de 1993. Seulement, le chômage augmente et dépasse les trois millions de sans-emplois, et Pierre Bérégovoy est accusé par Le Canard enchaîné d'avoir bénéficié d'un prêt à 0 % d'un million de francs pour acheter son appartement parisien. Chutant dans les sondages, les législatives de mars 1993 se concluent par une victoire écrasante de la droite, et François Mitterrand nomme Édouard Balladur au poste de Premier ministre en remplacement de Bérégovoy.

### Dépression et tendances suicidaires
Pierre Bérégovoy se considère, dans le mois qui précède et les jours qui suivent l'élection, responsable de la déroute de la gauche, incriminant également la politique du franc fort menée par Mitterrand. L'accusation publique qu'il considère comme injuste le heurte. Il tombe dans une dépression en février 1993, il confie à son proche collaborateur Olivier Rousselle son envie de « disparaître » en affirmant que « si je disparaissais, ça arrangerait tout le monde. Ce serait l'acte fondateur fort qui permettrait de tout laver » ; à son avocat Patrick Maisonneuve, il dit vouloir « partir très loin » et lui demande de s'occuper de ses enfants s'il venait à mourir.
Sa dépression est accentuée par le groupe socialiste à l'Assemblée, qui, laminé, considère sa politique comme responsable de la défaite. Alerté le 30 avril par Michel Charasse qui craint que l'ancien Premier ministre ne se suicide, le président demande qu'on lui organise un déjeuner avec Bérégovoy dans la semaine du mois de mai.

## Mort

### Circonstances
Un mois après avoir quitté Matignon, Pierre Bérégovoy souffre d'une dépression que sa réélection à la députation ne permet pas de combler. Le vendredi 30 avril, comme chaque fin de semaine, il prend le train pour rejoindre la commune dont il est maire depuis les élections municipales de 1983, Nevers. Le 1er mai 1993, jour de la Fête du Travail, il reçoit une délégation syndicale dans son bureau, puis va déjeuner en famille à Pougues-les-Eaux chez sa sœur, avant d'assister à une épreuve de canoë-kayak sur la Loire.
Une fois ses devoirs d'élu accomplis, Pierre Bérégovoy se fait conduire à l'écart de la ville, le long des berges du canal de la Jonction, où il apprécie aller marcher le week-end. Il demande à son chauffeur et à son garde du corps de le laisser seul. Moins d'un quart d'heure plus tard, vers 18 heures, son chauffeur et son garde du corps le découvrent inanimé. Il s'est tiré une balle dans la tête en utilisant le revolver Manurhin de calibre .357 Magnum qu'il avait subtilisé à son officier de sécurité dans la boîte à gants de sa Renault 25.
Gravement blessé et dans le coma, il est transporté d'urgence à l'hôpital de Nevers. Il est ensuite décidé de le transporter par hélicoptère à l'hôpital du Val-de-Grâce à Paris, mais le décollage est retardé du fait des très mauvaises conditions météorologiques. Le président Mitterrand se rend à l'hôpital, suivi de Laurent Fabius et d'Édouard Balladur, mais ils doivent attendre. Peu avant minuit, l'hélicoptère qui transporte Bérégovoy approche de Paris, mais l'orage et le vent sont si violents qu'il ne peut se poser à la destination prévue ; il est dérouté vers l'héliport d'Issy-les-Moulineaux. Il est déclaré décédé au-dessus de Pithiviers, dans le département du Loiret, durant son transfert.

### Conséquences et hommages
François Mitterrand déclare lors des obsèques de Pierre Bérégovoy le 4 mai, en présence d'une grande partie de la classe politique française : « Toutes les explications du monde ne justifieront pas qu'on ait pu livrer aux chiens l'honneur d'un homme et finalement sa vie, au prix d'un double manquement de ses accusateurs aux lois fondamentales de notre République, celles qui protègent la dignité et la liberté de chacun d'entre nous ». Ces propos, qui visent les médias sur la responsabilité du suicide, furent dénoncés par plusieurs éditorialistes,,,,,.
Michel Charasse abonde en déclarant : « Je serais juge ou journaliste, je ne dormirais pas bien ce soir. […] Il a été accablé par une injustice personnelle insupportable. Depuis deux mois, il suivait un chemin de croix épouvantable. »
Après sa mort, Pierre Bérégovoy reçoit des hommages tant de la gauche (ainsi Laurent Fabius dans une tribune du Monde du 4 mai ; Jacques Delors, Charles Fiterman, Bernard Kouchner, Jack Lang, Pierre Mauroy, Ségolène Royal, lors de déclarations publiques, François Hollande) que d'une partie de la droite. En particulier, Raymond Barre, sur France 2, salue le 2 mai « un homme courageux et responsable ». Dominique Baudis, Alain Juppé, Alain Lamassoure, Nicolas Sarkozy et Philippe Séguin lui ont également rendu hommage.
Le lieu sur lequel est retrouvé gisant Pierre Bérégovoy est situé sur les bords du canal de la Nièvre. Une plaque commémorative y a été placée à la demande de Gilberte Bérégovoy. Il repose dans le cimetière Jean Gautherin de Nevers sous une dalle de pierre brute sur laquelle est inscrit : « Parti ? Vers où ? Parti de mon regard, c’est tout. »
D'autres sites, édifices ou monuments rendent hommage à Pierre Bérégovoy :
- Le pont Pierre-Bérégovoy sur l'autoroute A77 traversant la Loire à l'est de Nevers inauguré en 1995.
- L'hôpital Pierre-Bérégovoy du Centre hospitalier de l'agglomération de Nevers, ouvert en 2003.
- Sur une stèle de granite rose, érigée près du lieu du suicide au bord du chemin de halage, est gravé : « Ici le 1er mai 1993, un Juste a retrouvé la Paix, Pierre Bérégovoy, 1925 – 1993, Dans la nuit de ce monde, le Juste brillera ».
- De nombreux établissements, de nombreuses infrastructures et voies publiques en France portent le nom de Pierre Bérégovoy : Halle Bérégovoy à Mondeville (Calvados), boulevard à Corps-Nuds (Ille-et-Vilaine), avenues à Nevers (Nièvre) et à Bourges (Cher), allées à Fitz-James (Oise) et à Paris sur le terre-plein du boulevard de Charonne, gymnases à Châtenay-Malabry (Hauts-de-Seine) et à Conflans-Sainte-Honorine (Yvelines), places à Déville-lès-Rouen (Seine-Maritime) et à Lille (Nord), parc à Livry-Gargan (Seine-Saint-Denis), rond-point à Mauguio (Hérault), rues à Charleville-Mézières (Ardennes), Boulazac Isle Manoire (Dordogne), Cenon (Gironde), Arras (Pas-de-Calais), Saint-Sébastien-sur-Loire (Loire-Atlantique), Athis-Mons (Essonne), Clichy (Hauts-de-Seine), place à Saint-Martin-aux-Buneaux (Seine-Maritime), etc.

## Enquête
L'enquête de police conclut, de manière formelle, au suicide de Pierre Bérégovoy au moyen de l'arme de service de son officier de sécurité Sylvain Lesport, policier affecté au Service des voyages officiels. Cette unité spécialisée dans la protection de personnalités change de nom peu après la mort de Bérégovoy, étant rebaptisée Service de protection des hautes personnalités. L'enquête détermine qu'il s'est emparé du revolver Manurhin (probablement un MR73) de son garde du corps dans la boîte à gants de la Renault 25 lors d'une halte précédente au lieu-dit du « Peuplier-seul » le long du canal de Sermoise-sur-Loire. Lors de cet arrêt, il a demandé à rester seul dans la voiture pour téléphoner, ce qui lui permet de se saisir de l'arme.
De son côté, Le Monde signale dans son édition datée du 4 mai 1993 : « Pour toute décision importante, Pierre Bérégovoy réfléchissait longtemps avant de prendre une option et, une fois son choix arrêté, il s'y tenait et allait jusqu'au bout. Tel semble aussi avoir été le cas pour sa décision de mettre fin à ses jours. C'est la conclusion unanime à laquelle sont arrivés, dimanche, les proches collaborateurs de l'ancien Premier ministre, qui l'ont accompagné, pendant dix ans, à la municipalité de Nevers ».

## Polémiques sur les circonstances du décès

### Thèse de l'assassinat
En 2002, bien que la hiérarchie des Renseignements généraux déclare officiellement ne pas la tenir pour crédible, le quotidien Le Parisien fait état d'une note interne de ce service soulevant l'hypothèse d'un assassinat. Signée par Didier Rouch, cette note de 27 pages, intitulée « L'étrange suicide », résume une contre-enquête réalisée sous la responsabilité de l'ex-commissaire des Renseignements généraux de la Nièvre de l'époque, Hubert Marty-Vrayance, connu pour son penchant pour les théories du complot. Selon ce rapport, Pierre Bérégovoy aurait été abattu par des hommes-grenouilles.
L'argument le plus probant serait l'invraisemblance entre le calibre de l'arme de service (le Manurhin .357 Magnum que son garde du corps Sylvain Lesport avait laissé dans la boîte à gants de la voiture) et les dégâts au visage, causés par un calibre plus petit et moins puissant (une source évoque du 6,35 mm, un calibre devenu désuet dès les années 1950).
Successivement, en 2003, puis en 2008, deux journalistes, Dominique Labarrière et Éric Raynaud, signent chacun un livre dans lequel ils prennent parti pour la thèse de l'assassinat, affirmant que Bérégovoy aurait menacé de révéler des informations explosives.

### Rejet de la thèse
Un documentaire présenté par Laurent Delahousse, diffusé sur France 2 en avril 2008, rejette l'hypothèse de l'assassinat et propose des explications sur les principales zones d'ombre sur lesquelles elle se fondait. Le documentaire explique les deux coups de feu entendus par certains témoins par un coup d'essai tiré par Pierre Bérégovoy lui-même, de manière à s'assurer du fonctionnement de l'arme dont il n'avait pas l'habitude. Il révèle également que Didier Boulaud (directeur de cabinet de Pierre Bérégovoy à l'époque) a subtilisé le répertoire de l'ancien Premier ministre, du fait qu'il contenait des informations personnelles qu'il aurait été fâcheux de montrer à sa femme. Il accrédite finalement le fait qu'une autopsie et une analyse balistique comparative ont bien été pratiquées contrairement à certaines affirmations. Enfin, selon le documentaire, dans les semaines précédant la mort de Pierre Bérégovoy, ce dernier a dit à son directeur de cabinet qu'il songeait à imiter Roger Salengro (qui s'est suicidé parce qu'il était calomnié) et il semble que Pierre Bérégovoy était traité pour un état fortement dépressif qui avait alerté ses proches. Confirmation d'état dépressif apportée par son épouse Gilberte, à qui il n'a toutefois pas laissé de lettre d'adieu ou d'explications. Le documentaire souligne également que cette dernière s'est déclarée convaincue que son mari avait été victime d'un complot, et la grossière erreur qu'aurait commis un garde du corps ayant laissé son arme de service dans une boîte à gants.
Par ailleurs, le journaliste du Monde Jacques Follorou rapporte dans son livre, publié également en 2008, les confidences de l'ancien gendre de Pierre Bérégovoy, l'avocat Vincent Sol, concernant deux lettres que Pierre Bérégovoy lui aurait remises en main propre quelques semaines avant sa mort, dont celle, qui lui était destinée, lui demandant de s'occuper de la famille après sa mort.
Les différentes enquêtes font souvent état d'un indice trouble, l'agenda ou répertoire « Hermès noir » de Bérégovoy dans lequel il notait ses rendez-vous, avait disparu. Il fut révélé que le carnet avait été dissimulé, hors de la procédure judiciaire, par Didier Boulaud (directeur de cabinet de Pierre Bérégovoy à l'époque) et Vincent Sol, pour cacher à Gilberte Bérégovoy, la veuve, une probable liaison adultère ou des relations privées. L'agenda est en 2003 stocké aux archives du ministère de l'Intérieur,,,.
Un documentaire appelé La double mort de Pierre Bérégovoy, réalisé par Francis Gillery, est diffusé le 3 mai 2008 sur France 3. Le documentaire soutient la thèse du meurtre, considérant anormal qu'il y ait eu deux coups de feu, et que la famille n'ait pas obtenu le rapport d'autopsie. Face au manque de preuves, le Monde relève qu'« il y a vraiment de quoi insinuer plus que de douter ».